# Leptolaimus tritubulatus
Leptolaimus tritubulatus is een rondwormensoort uit de familie van de Leptolaimidae. De wetenschappelijke naam van de soort is voor het eerst geldig gepubliceerd in 1977 door Boucher & Helléouët.